# Hechos de Pedro y Pablo
Los Hechos de Pedro y Pablo es un texto cristiano pseudoepigráfico del siglo IV del género Hechos de los Apóstoles.  Existe una versión alternativa, conocida como la Pasión de Pedro y Pablo (Passio sanctorum Petri et Pauli), con variaciones en la parte introductoria del texto  .  Algunas versiones han sido escritas por un tal Marcelo, por lo tanto el autor anónimo, de quien no se sabe nada más y a veces se lo denomina pseudo-Marcelo.  El pretendido Marcelo es sin duda el que después del martirio toma la iniciativa de enterrar a San Pedro cerca de la Naumachia en el lugar llamado Vaticano.

## Sinopsis
El texto se enmarca como el relato del viaje de Pablo desde la isla de Gaudomeleta a Roma, donde también afirma que en el camino el barco también aterriza en  Melita. Asigna a Pedro como hermano de Pablo.  También describe la muerte de Pablo por decapitación, una antigua  tradición de la iglesia.

## Hechos de Pilato
El texto a menudo incluye una carta que pretende ser de Pilato, conocido como Hechos de Pilato (o Epístola de Poncio Pilato).

## Orígenes
La  Passio del Apóstol Pedro, que aparece en numerosos manuscritos medievales, era conocido por Jacobus de Voragine quien anotó en su  vita : Su martirio escribió Marcelo, el Papa Linus, Hegesippus y el Papa León.  
El trabajo parece haberse basado en los Hechos de Pedro, con la adición de la presencia de Pablo donde antes era solo de Pedro. El trabajo está fechado alrededor de 450 a 550.  Tanto las versiones en latín como en el griego sobreviven, y la última suele ser más larga.  Las versiones latinas a veces terminan con Yo, Marcelo, he escrito lo que vi.  Este Marcelo se identifica como un discípulo de Simón Mago, que vivió en el siglo primero.  Debido a este anacronismo obvio, dado que el texto está claramente escrito siglos después, los eruditos lo han apodado Pseudo-Marcelo.